# Регентський університет
Регентський університет (англ. Regent University) — приватний університет, розташований у Вірджинія-Біч, штат Вірджинія, США. Заснував 1978 року телепроповідник Пет Робертсон за сприяння Телекомпанії CBN під назвою Університет CBN (CBN University). Сучасну назву університет отримав 1990 року.
Займається підготовкою «християнських керівників», свою місію університет формулює як «трансформація суспільства через компетентне, високопрофесійне християнське лідерство». Навчання ведеться за напрямами: сучасні засоби зв'язку та мистецтво, бізнес, юриспруденція, богослов'я, освіта, державні відносини та громадське лідерство.
За даними університету, після перемоги на президентських виборах 2001 року Джорджа Буша, якого підтримував Пет Робертсон, близько 150 його випускників перейшли на роботу до федерального уряду.